# ごあきうえ
ご あきうえ（Go Akiue、年齢非公表）は、大阪府大阪市生まれのファッションデザイナー。

## 来歴
大阪モード学園卒業後、パタンナーとして修行していた。2000年、バラエティ番組ASAYAN（テレビ東京系）の「世界に羽ばたくファッションデザイナー・オーディション」で優勝。泣き虫デザイナーとして人気を得る。ニューヨークでショップ「AKIUE-GO」をオープンさせるが、3ヵ月3万ドルの売上ノルマを達成できず（最終的な売上は2万3800ドル）撤退した。2000年9月23日に渋谷 ON AIR EASTでデビュー・コレクションを開催。同年10月6日から日本でラフォーレ原宿・阪急百貨店うめだ本店にてショップ「AKIUE-GO」をオープンさせた。阪急百貨店では2週間で2億円という、記録的な売上を達成する。その後、年齢非公表なため真偽は疑わしいものの、史上最年少で伊藤忠商事とのライセンス契約を結んだ。
帰国後、ブランドデザイナーの傍ら、TV番組（TBS『ジャスト』等）や映画の衣装デザイナーとしても活動を開始した。かねてよりチャレンジしていたファッションを中心とした「リメイク」の提案がTV番組に取り上げられる。これをきっかけに全国各地にて「リメイクショー」と講演活動を開始した。
ハワイのサーフィンショップのオリジナルグラフィックデザインをはじめ、ファッションのみならずグラフィック&リメイク、空間デザイナー等の様々なアートワークに挑戦している。近年は着せ替え人形「Blythe（ブライス）」のOutfitデザインユニット「Rock'n Doll London Ackey&Tomomo」（スタイリストTomomoと共催）、ドッグウェアブランド「Dog'n Roll London」を発表した。
2015年10月新宿眼科画廊にて、愛媛県松山市出身フランス在住画家中矢俊則と二人展「拠展」を開催。帯地を素材にしたドレスを5点を発表する。

## 主な出演

### テレビ
- ASAYAN（テレビ東京）- レギュラー
- おしゃれ工房（NHK）
- こんにちはいっと6けん（NHK）
- ジャスト（TBS）- レギュラー
- いのちの響（TBS）
- 元祖!でぶや（テレビ東京）
- CASASONY（BS日テレ）
- 24時間テレビ 「愛は地球を救う」（日本テレビ）
- 満点!アイ（テレビ大阪）- 準レギュラー
- ガーリースタイル（テレビ大阪）- 準レギュラー
- ぴーかんテレビ 元気がいいね!（東海テレビ）- 準レギュラー
- i-style（BS-i、2004年〜）
- スタンダップ!（朝日放送）
- キュピア〜HOLIDAY TV（2008年1月- 、TOKYO MX/テレビ大阪/岐阜放送）- レギュラー
- チャンピオンズ〜達人のワザが世界を救う〜（テレビ東京系、2009年）

### ラジオ
- PARADISE FRIDAY（ZIP-FM）
- 桂九雀（桂こごろう）のワイワイじゃーなる（ラジオ大阪）
- KISS FM KOBE開局11周年記念番組（Kiss-FM KOBE）
- 鴻上尚史と里田まいのサンデー・オトナラボ（ニッポン放送、2011年8月）
- 60TRY部（ラジオ日本、2015年10月）

### 映画
- SEMI

### Vシネマ
- ナースな涼chan （2006年5月　レイフル）

### CM
- 花王ソフィーナ（店頭POPスチル出演、及びノベルティグッズデザイン、2000年）
- マンモスフリーマーケット（テレビ愛知、2002年）
- 大塚製薬 オロナミンC
- セディナ（2010年）

## 主な連載
- 宝島社「CUTiE」（2000年〜2001年）
- 日産自動車「日産お出かけマガジン」（2003年）
- 新潮社「ニコラ」（2003年〜2004年）
- 学研「ANEX PICHI」（2003年〜2004年）
- ペットライフ社「月刊WAN」（2008年〜）

## 主な出版物

### 自伝
- 「GO AKIUE GO」情報センター出版局刊 ISBN 9784795833623

### 写真集
- 「Classical Punk」山岸伸撮影 ISBN 9784795816831

### ファッション、服飾
- 「ご あきうえ リメイクマジック」ブティック社刊 ISBN 9784834721034
- 「ご あきうえ 和裂れのリメイクドレス」日本ヴォーグ社刊 ISBN 9784529039598
- 「ゼロからはじめてシャツが作れる本」青春出版社刊（2012年）ISBN 9784413110778

## 主なデザイン活動

### ステージ衣裳
- クリスティーナ・アギレラワールド・ツアー衣装（2000年）
- Folder5衣装（2001年）
- 南かなこデビュー曲「居酒屋サンバ」衣装プロデュース（2003年）
- 羅志祥（ショウ・ルオ）コンサート衣装（2014年）

### 舞台衣裳
- FPアドバンスプロデュース公演　舞台「東京ボーイズコレクション～愛の唄～」／衣裳・衣装コーディネーター（2016年11月5日 - 13日、新宿村LIVE）

### 映画衣裳
- 映画「SEMI」衣装デザイン（2002年）
- 映画「しの」衣装デザイン（2003年）

### TV番組衣裳
- TV東京系バラエティ「 元祖!でぶや番組Ｔシャツグラフィックデザイン（2004年）
- TV東京系バラエティ「 豪腕!コーチング!!」衣装デザイン（2006年4月10日〜2007年9月10日）
- 日本テレビ系バラエティ「 いただきマッスル!」衣装デザイン（2006年4月15日〜2007年9月30日）
- 日本テレビ系バラエティ特番「超いただきマッスル!」衣装デザイン（2007年1月4日、2008年6月15日）
- TOKYO MX系子供番組「みんなで!ニコリッチ」御茶ノ水男子、アユミカトリーナ衣装デザイン（2012年11月〜）
- TOKYO MX系情報番組「モーニングCROSS」「クロスポコーナー」黒田治（エンタメ情報キャスター）衣装デザイン（2014年8月〜）

### 広告・CM衣裳
- 「SOTEC」イベントコンパニオン衣装デザイン（2000年）
- 「PRIDE」ラウンドガール衣装デザイン（2000年）

### 審査員
- 青山芸術祭審査員（2001年〜）